# 普卡科查湖 (阿亞庫喬大區)
14°41′S 73°52′W / 14.683°S 73.867°W
普卡科查湖（Pukaqucha），是秘魯的湖泊，位於該國中南部阿亞庫喬大區，由盧卡納斯省的普基奧區負責管轄，處於蒂皮科查湖以西，海拔高度4,406米。